# فالکونارا آلبانزه

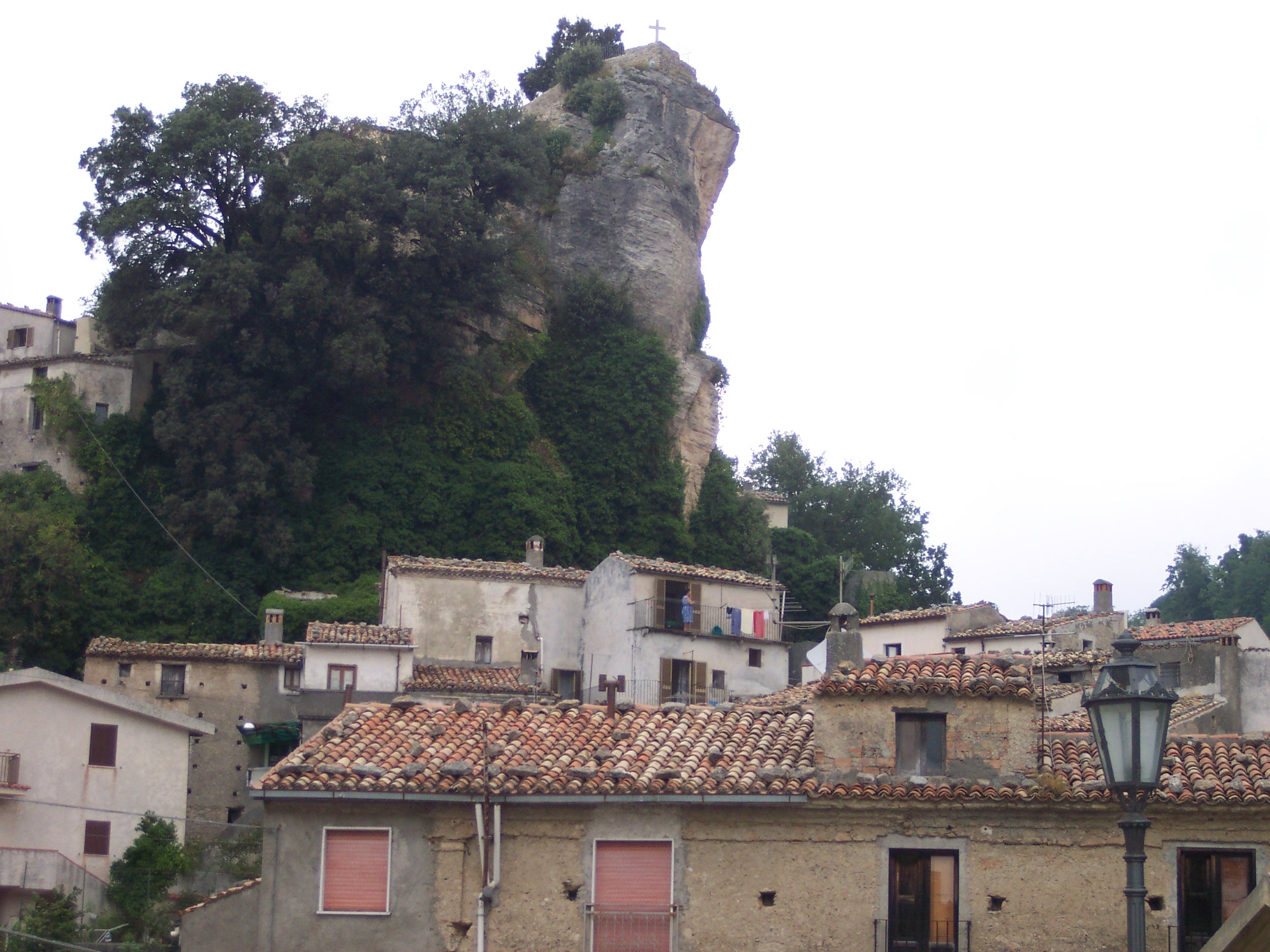

فالکونارا آلبانزه (به ایتالیایی: Falconara Albanese) یک کومونه در ایتالیا است که در استان کزنتزا واقع شده‌است.

## خصوصیات
فالکونارا آلبانزه ۱۸ کیلومترمربع مساحت و ۱٬۴۲۲ نفر جمعیت دارد و ۶۰۲ متر بالاتر از سطح دریا واقع شده‌است.